# Szatmári Ágnes (festő)
Szatmári Ágnes (Szatmárnémeti, 1932. március 18. –) erdélyi magyar festőművész, díszlet- és jelmeztervező.

## Életútja, munkássága
Középiskoláit Szatmárnémetiben végezte (1950), majd Kolozsváron, a Képzőművészeti Főiskola festészeti szakán diplomázott (1956). Ezután hazatért szülővárosába és nyugdíjazásáig (1987) az Északi Színház díszlet- és jelmeztervezője volt. Nyugdíjba menetele után is visszahívták egy-egy előadás díszleteinek tervezéséhez.

## Festményeinek tárlatai
1957-től vett részt megyei tárlatokon, egyéni kiállításai voltak Szatmárnémetiben (1966, 1968, 1972, 1978, 1984, 1994), Nagybányán (1967, 1968), Kolozsváron (1979), külföldön Prágában (1969), a Szovjetunióban (1972), Ungváron (1983), Wolfenbüttelben (Németország), Zutphenben (Hollandia), Magyarországon Nyíregyházán (1975), Budakeszin, Gyulán (1993).
2001. december 14-én Hiripi Zsuzsa keramikus művésszel közös tárlaton mutatta be festményeit Százhalombattán.

## Díjak, elismerések
- Aurel Baranga Kerge birka c. darabjának díszlettervéért dicsérő oklevelet kapott.